# تئودور مک‌لیر
تئودور مک‌لیر (انگلیسی: Theodore McLear; ۲۹ ژوئن ۱۸۷۹ – ۱ آوریل ۱۹۵۸) کشتی‌گیر اهل ایالات متحده آمریکا بود.